# Fusobacterium necrophorum
Fusobacterium necrophorum ist ein gramnegatives, nicht sporenbildendes, obligat anaerobes fadenförmiges Stäbchen-Bakterium, das wie andere Fusobakterien zur Familie der Fusobacteriaceae gehört. Wie alle zu dieser Familie gezählten Bakterien gehören sie zur normalen Flora (insbesondere in Oropharynx, Darm und Genitaltrakt) des Menschen. F. necrophorum ist vor allem im Mund zu finden. Infektionsprozesse treten daher in der Regel endogen und meist in Form von Mischinfektionen auf. Monoinfektionen sind seltener, sind aber häufig durch schwere Verlaufsformen gekennzeichnet (z. B. Sepsis). Die Typusart der Gattung Fusobacterium ist Fusobacterium nucleatum.

## Medizinische Bedeutung
Beim Menschen können Fusobacterium-Arten Bakteriämie und Abszesse verursachen. Sowohl die Angina Ludovici als auch das Lemierre-Syndrom werden vor allem durch Fusobacterium necrophorum hervorgerufen. Eine Studie zu Endometriose zeigte Zusammenhänge zwischen Fusobacterium-Infektionen und dem Auftreten von Endometriose.
Bei Pferden verursacht es die Strahlfäule. Beim Rind hat der Keim neben der Auslösung multipler Leberabszesse und Infektionen der Geschlechtsorgane eine starke Bedeutung als Erreger von Klauenentzündungen und des Kälberdiphteroids, bei Schafen und Ziegen löst er die Moderhinke aus. Außerdem ist das Fusobacterium necrophorum Verursacher der Lumpy Jaw Disease des Kängurus, die häufigste und verlustreichste Erkrankung von in Gefangenschaft gehaltenen Kängurus.
Zur antimikrobiellen Therapie von Infektionen mit Fusobakterien eignen sich die Antibiotika Metronidazol, Ampicillin-Sulbactam und Amoxicillin-Clavulansäure sowie alternativ Clindamycin und Imipenem.